# Stanisław Frączysty
Stanisław Frączysty, ps. „Sokół” (ur. 5 lutego 1917 w Chochołowie, zm. 7 lutego 2009 tamże) – polski góral, uczestnik ruchu oporu w czasie II wojny światowej, legendarny kurier tatrzański na szlaku Chochołów-Budapeszt, żołnierz AK, więzień niemieckich zakładów karnych oraz obozów w Auschwitz i Buchenwaldzie.

## Życiorys
Do 1939 był rolnikiem, pomagał rodzicom w chochołowskim gospodarstwie. Uprawiał także lekką atletykę i narciarstwo.
Już w lipcu 1939, przed wybuchem II wojny światowej, wstąpił do liczącej 20 osób dywersyjnej grupy, jaką na terenie Chochołowa stworzył Sztab Główny Wojska Polskiego. W latach 1940–1942 Frączysty był kurierem na szlaku Chochołów – Budapeszt.
Na tej trasie przemycał pieniądze, zaszyfrowaną pocztę, broń i oczywiście ludzi. Jednym z nich był Jan Mazurkiewicz, pseudonim "Radosław" – późniejszy dowódca Kedywu AK i dowódca zgrupowania w Powstaniu Warszawskim.
W październiku 1941 przeprowadził z Budapesztu do Warszawy przez Orawę i Chochołów marszałka Edwarda Rydza-Śmigłego oraz Bazylego Rogowskiego.
Aresztowany przez Niemców 22 lutego 1942. Przebywał najpierw w gestapowskiej katowni Palace w Zakopanem, a później na Montelupich w Krakowie. 26 marca wywieziono go do niemieckiego obozu koncentracyjnego Auschwitz, gdzie otrzymał numer obozowy 27235. Pracował niewolniczo m.in. przy budowie zakładów Buna-Werke i linii kolejowej w pobliżu Auschwitz.
Pod koniec 1944 z grupą kilkuset więźniów trafił do KL Buchenwald. Wyzwolenia doczekał w kwietniu 1945 roku. Po kilkumiesięcznym pobycie w amerykańskiej strefie okupacyjnej wrócił do Polski.
W 1949 roku bezpieka aresztowała go za współpracę z obcym wywiadem. Po kilku tygodniach więzienia został zwolniony. Był rolnikiem w rodzinnym Chochołowie.
Był wieloletnim działaczem Chrześcijańskiego Stowarzyszenia Rodzin Oświęcimskich. Był też przez wiele lat sołtysem w rodzinnym Chochołowie i prezesem tamtejszej OSP.
28 maja 2006 roku Stanisław Frączysty był wśród 32 byłych więźniów, którzy spotkali się pod Ścianą Śmierci w byłym obozie Auschwitz I z papieżem Benedyktem XVI.
Stanisław Frączysty zmarł w swoim domu w Chochołowie 7 lutego 2009.

## Odznaczenia
- Krzyż Srebrny Orderu Virtuti Militari[6]
- Krzyż Oficerski Orderu Odrodzenia Polski (2000)[7]
- Krzyż Kawalerski Orderu Odrodzenia Polski
- Krzyż Walecznych[6]
- Krzyż Partyzancki[6]
- Krzyż Oświęcimski[6]
- Krzyż Armii Krajowej[6]
- Złoty Medal „Opiekun Miejsc Pamięci Narodowej”[6]
- Złote Odznaczenie im. Janka Krasickiego[8]